# Новый Буг (станция)
Новый Буг — железнодорожная станция, расположенная в селе Станционное (укр. Станційне) Новобугского района Николаевской области в 5 километрах от города Новый Буг. 
Принадлежит Одесской железной дороге (укр. Одеська залізниця) — территориальному подразделению Украинских железных дорог (укр. Укрзалізни́ця).
8 декабря 1918 года станция была захвачена войсками Петлюры: до 2000 пехоты и до 200 кавалеристов при поддержке бронемашин.
В августе 1919 года станция находилась под контролем 58-й дивизии красных, но 13 августа произошел бунт и дивизия перешла на сторону анархистов Махно.

## Направления
Через станцию проходит небольшое количество пассажирских поездов, следующих в направлении таких населенных пунктов, как Николаев, Херсон, Киев, Харьков, Симферополь, а также пригородные дизель-поезда, следующие по маршруту Николаев — Долинская.
По состоянию на 2014 год станция отправляет и принимает следующие поезда дальнего следования:
| № поезда       | Маршрут движения  | № поезда       | Маршрут движения  |
| -------------- | ----------------- | -------------- | ----------------- |
| 61             | Москва — Николаев | 62             | Николаев — Москва |
| 109            | Львов — Херсон    | 110            | Херсон — Львов    |
| 121 "Николаев" | Киев — Николаев   | 122 "Николаев" | Николаев — Киев   |